# Christine (singolo Christine and the Queens)
Christine, pubblicato anche con il titolo di Tilted nella versione in lingua inglese, è un singolo della cantante francese Christine and the Queens, il terzo estratto dall'album in studio di debutto Chaleur Humaine e pubblicato il 13 ottobre 2014.
Riscuote successo nel Regno Unito e in Irlanda soltanto due anni dopo attraverso la versione in lingua inglese del brano, che è stata pubblicata come singolo il 15 gennaio 2016.

## Singolo
Originariamente, secondo quanto dichiarato dalla cantante, il singolo fu scritto in inglese e poi tradotto in francese dalla sola Christine, che è anche unica produttrice della canzone. Dalla versione francese inclusa nell'album, Christine ne ha ricavato una seconda versione inglese. La canzone parla essenzialmente di depressione, di malinconia, di mancanza di equilibri nella vita, tematiche tuttavia trattate con semplicità e leggerezza, con suoni sui quali si può ballare sopra. 
Il video musicale infatti, caricato sul canale della cantante il 18 dicembre 2014, mostra una sorta di coreografia elegante e armoniosa.

## Recensioni
Christine ottiene il plauso dalla critica internazionale, tanto da essere considerato il secondo miglior singolo dell'anno dal magazine Time.

## Classifiche
| Classifica (2014 - 2016)       | Posizione raggiunta |
| ------------------------------ | ------------------- |
| Australia                      | 54                  |
| Belgio (Fiandre)               | 1                   |
| Belgio (Vallonia)              | 1                   |
| Francia                        | 3                   |
| Irlanda                        | 14                  |
| Nuova Zelanda (Heatseekers)    | 1                   |
| Paesi Bassi                    | 41                  |
| Regno Unito                    | 20                  |
| Regno Unito (Indie)            | 2                   |
| Regno Unito (Sales)            | 8                   |
| Regno Unito (Audio Streaming)  | 36                  |
| Regno Unito (Update)           | 18                  |
| Regno Unito (Digital Download) | 22                  |
| Scozia                         | 18                  |
| Svizzera                       | 32                  |